# Ceindrych ferch Rhiwallon
Ceindrych ferch Rhiwallon var regerande drottning av kungariket Brycheiniog i Wales mellan cirka 650 och 670.  
Hon var dotter till Rhiwallon ap Idwallon, den sjunde kungen av Brycheiniog. När hennes far avled 650 efterträdde hon honom som regerande drottning. 
Hon gifte sig först med sin kusin Elisedd ap Ysgorda för att behålla dynastin inom familjen. Parets äktenskap var dock kortvarigt och upplöstes snart. Hon gifte sedan om sig med en mer avlägsen släkting, kung Cloten av Dyfed. Giftermålet innebar att kungarikena Brycheiniog och Dyfed enades när paret efterträddes av sin sonson i båda kungadömena. 
Regenterna i de walesiska småkungadömena vid denna tid anses semihistoriska, men det finns dokumentering om Ceindrych tillbaka till 1000-talet, och hon anses kunna vara historisk.